# Comté d'Irwin (Géorgie)
Pour les articles homonymes, voir Comté d'Irwin.
Le comté d'Irwin est un comté de Géorgie, aux États-Unis.

## Démographie
| 1820 | 1830  | 1840  | 1850  | 1860  | 1870  |
| ---- | ----- | ----- | ----- | ----- | ----- |
| 411  | 1 180 | 2 038 | 3 334 | 1 699 | 1 837 |

| 1880  | 1890  | 1900   | 1910   | 1920   | 1930   |
| ----- | ----- | ------ | ------ | ------ | ------ |
| 2 696 | 6 316 | 13 645 | 10 461 | 12 670 | 12 199 |

| 1940   | 1950   | 1960  | 1970  | 1980  | 1990  |
| ------ | ------ | ----- | ----- | ----- | ----- |
| 12 936 | 11 973 | 9 211 | 8 036 | 8 988 | 8 649 |

| 2000  | 2010  | - | - | - | - |
| ----- | ----- | - | - | - | - |
| 9 931 | 9 538 | - | - | - | - |